# Allerta a terra
Allerta a terra (in inglese Ground alert) era la situazione di operatività di una parte dei bombardieri strategici Boeing B-52 Stratofortress del SAC, attivata dagli Stati Uniti d'America a partire dal 1956 durante la Guerra fredda. La situazione di "Allerta a terra", promossa soprattutto dal capo dello Strategic Air Command (SAC) il generale Curtis LeMay, prevedeva che almeno un terzo di tutti i bombardieri B-52 fosse tenuto costantemente pronto al decollo nelle basi aeree armato con bombe nucleari attive e con equipaggi in grado di partire in caso di allarme entro 15-30 minuti.
La situazione di "Allerta a terra" che fu affiancata dal 1958 al 1968 dall'ancora più pericolosa procedura dell'Allerta in volo (Airborne alert) continuò ininterrottamente dal 1956 fino alla fine della Guerra fredda e allo scioglimento del SAC nel settembre 1991.

## Storia

### La pianificazione nello "Strategic Air Command"
Il comandante in capo del SAC, l'aggressivo generale Curtis LeMay, dirigeva con straordinaria energia ed efficienza le forze aeree strategiche degli Stati Uniti che alla metà degli anni cinquanta costituivano l'elemento più potente e più importante dell'arsenale americano. In piena Guerra fredda, le unità aeree del SAC, imperniate soprattutto sulla grande forza di bombardieri strategici Boeing B-52 Stratofortress, si addestravano con grande impegno a sferrare un massiccio attacco con bombe nucleari contro l'Unione Sovietica secondo la strategia della rappresaglia massiccia codificata e approvata dal presidente Dwight Eisenhower.
Il generale LeMay era un comandante preparato e previdente; egli addestrava i suoi uomini perché raggiungessero la massima prontezza operativa e dimostrava esternamente una grande aggressività manifestando idee estremistiche e dichiarandosi pronto in ogni momento a scatenare i suoi bombardieri e combattere una guerra nucleare. Egli tuttavia non ignorava i pericoli e non sottovalutava la minaccia costituita apparentemente dai nuovi missili balistici in via di sviluppo in Unione Sovietica che avrebbero potuto cambiare radicalmente l'equilibrio strategico delle forze. LeMay temeva soprattutto un attacco improvviso con missili balistici da parte sovietica contro le basi aeree del SAC, un simile attacco avrebbe potuto distruggere di sorpresa i bombardieri senza dare il tempo di sferrare la rappresaglia; mentre i bombardieri strategici impiegavano circa otto o nove ore per arrivare sugli obiettivi, i missili balistici avrebbero potuto raggiungere gli Stati Uniti in appena trenta minuti lasciando un margine di tempo minimo alle forze americane per reagire. L'analisi presentata dalla RAND Corporation nel 1956 confermava che, con l'introduzione dei missili sovietici, si sarebbe aperto un periodo di "vulnerabilità" per gli Stati Uniti, mettendo in pericolo la loro capacità di rappresaglia.

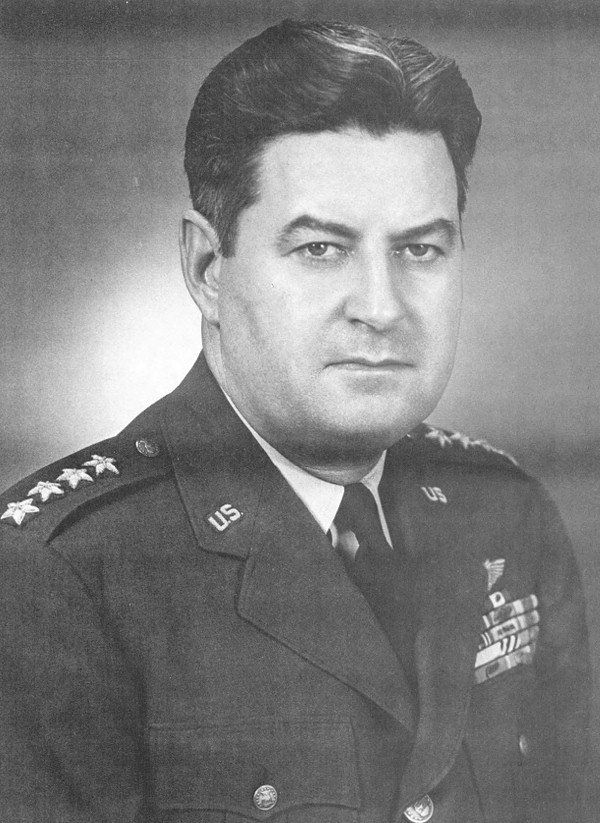
Il generale Curtis LeMay, comandante in capo del SAC dal 1948 al 1957.

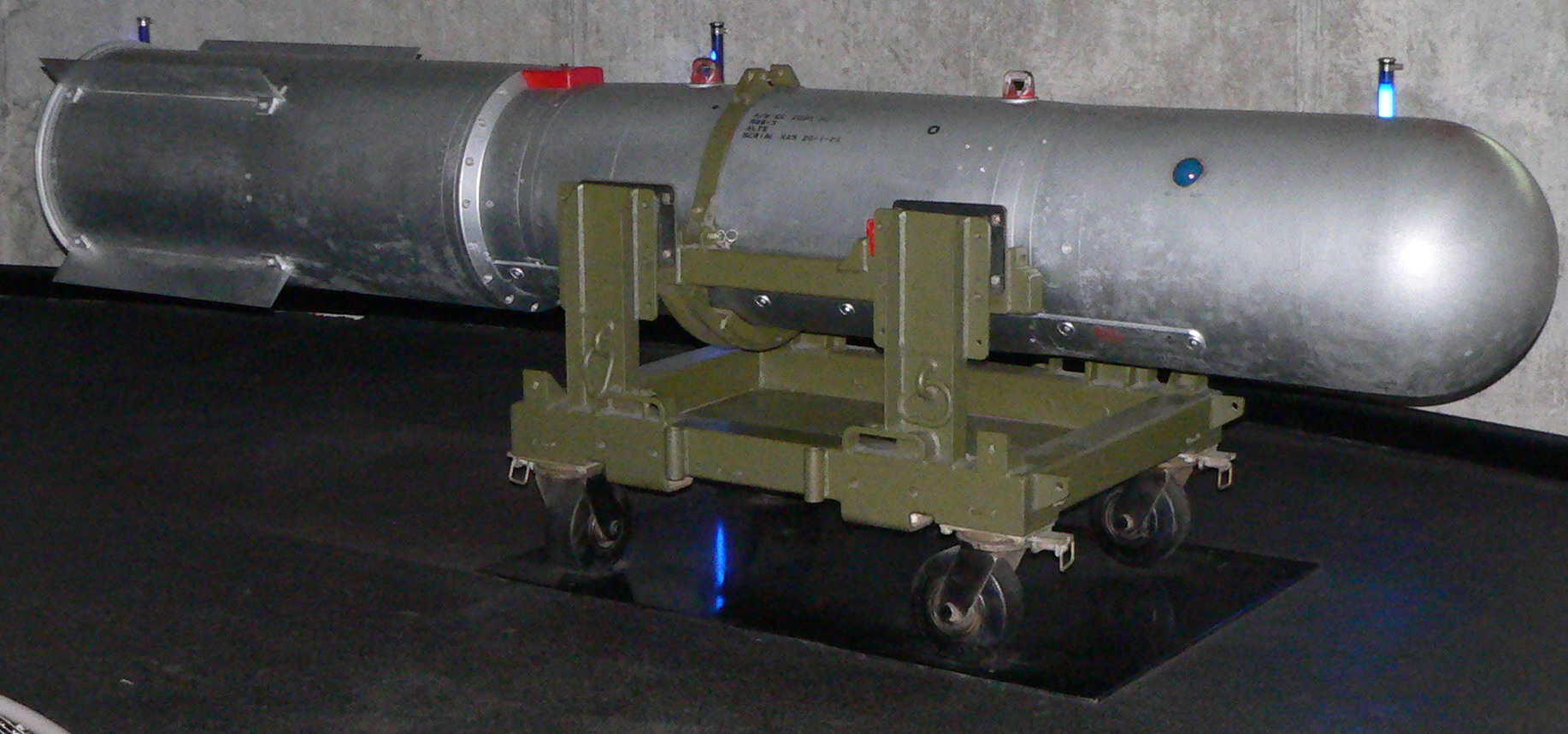
La bomba nucleare Mark 28, l'arma principale trasportata dai bombardieri B-52 al culmine della Guerra fredda.

### L'avvio delle attività
Il generale LeMay quindi propose nel 1956 di attivare il programma di "Allerta a terra" (Ground alert): per scongiurare gli esiti catastrofici di un improvviso attacco missilistico sovietico counterforce, buona parte dei bombardieri strategici del SAC avrebbe dovuto essere sempre pronta ad entrare in azione, rifornita di carburante e armata con bombe atomiche assemblate, armate e attive. Questi bombardieri sarebbero rimasti a terra nelle basi del SAC, mentre gli equipaggi sarebbero stati alloggiati vicino ai loro aerei pronti a salire a bordo e decollare entro trenta minuti dal momento dell'allarme. Il sistema dell'allerta a terra prevedeva un notevole impegno organizzativo e logistico da parte del SAC che, oltre a tenere pronti a terra un cospicuo numero di grandi bombardieri, pieni di carburante e armati con armi nucleari, avrebbe dovuto tenere ugualmente pronti al decollo gli aerei cisterna per il previsto rifornimento in volo dei bombardieri.
Gli Stati maggiori riuniti supportarono con il loro consenso i piani di "Allerta a terra" del generale LeMay che ricevettero anche l'approvazione del presidente Eisenhower; anche il cosiddetto "Rapporto Gaither" aveva suggerito, insieme ad altre misure, di potenziare lo stato di allerta. Il SAC sviluppò rapidamente il suo programma: nel 1957 circa un terzo dei bombardieri strategici Boeing B-52 e Boeing B-47 era sempre pronto sulle piste, con serbatoi pieni e armi nucleari attive, a decollare in caso di allarme entro quindici minuti. Il programma dell'"Allerta a terra" tuttavia presentava, oltre alle difficoltà logistiche e organizzative, indubbi rischi per la sicurezza a causa della presenza di armi nucleari attivate; l'Atomic Energy Commission (AEC) che legalmente negli anni cinquanta era ancora la custode delle armi atomiche americane, non era stata consultata preventivamente ed espresse forti critiche al programma di Ground alert, proponendo di utilizzare per i bombardieri in allarme a terra, bombe nucleari finte. Il SAC respinse energicamente queste proposte; l'uso di armi finte "avrebbe demoralizzato gli equipaggi" e "degradato" la prontezza operativa. La AEC era contraria per motivi di sicurezza alla presenza a bordo degli aerei di bombe nucleari completamente assemblate e già attivate; essa inoltre si opponeva al fatto che i bombardieri in allerta a terra potessero decollare e sorvolare gli Stati Uniti durante le esercitazioni carichi di bombe nucleari funzionanti. La AEC si rifiutò di autorizzare questi voli di addestramento ma alla fine diede il suo consenso al fatto che i bombardieri del SAC in Ground alert potessero sostare a terra sulle piste carichi con le armi nucleari attive, in attesa di un eventuale allarme; essi però non avrebbero dovuto alzarsi da terra se non in caso di guerra nucleare reale.

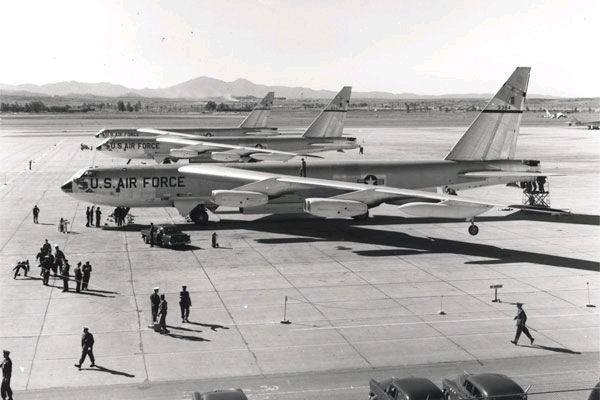
Tre bombardieri B-52 Stratofortress del 93rd Bomb Wing.

### L'Operazione "Chrome Dome"
Mentre iniziava il programma di "Allerta a terra", i capi dell'USAF in realtà non ritenevano ancora sufficiente questo sistema di partenza rapida su allarme, per controbattere un temuto attacco a sorpresa; nel 1957 il generale LeMay divenne vice capo di stato maggiore dell'USAF e cedette il comando del SAC al generale Thomas S. Power che aveva idee ancor più radicali e oltranziste. il nuovo comandante propose nel 1957 il nuovo programma di Airborne alert ("Allerta in volo") che richiedeva la presenza costante 24 ore al giorno per tutti i giorni dell'anno di un certo numero di bombardieri B-52 armati con bombe nucleari, in volo secondo precise rotte circolari sui cieli del Circolo polare artico e del Mar Mediterraneo. Questi aerei sarebbero stati sempre pronti a lanciare la rappresaglia nucleare contro l'Unione Sovietica, dopo aver ricevuto un cosiddetto Go code, un codice segreto di autorizzazione all'attacco. Inizialmente peraltro il presidente Eisenhower non autorizzò ufficialmente questo programma che presentava notevoli rischi di sicurezza; solo all'inizio del 1961 il generale Power, dopo alcuni programmi sperimentali, ricevette l'autorizzazione ad attivare l'operazione Chrome Dome che prevedeva l'allerta in volo di dodici B-52 contemporaneamente.
L'operazione Chrome Dome proseguì fino al gennaio 1968 e raggiunse la sua massima efficienza durante la crisi dei missili di Cuba, quando oltre sessanta bombardieri furono in volo contemporaneamente tutti i giorni pronti a lanciare l'attacco nucleare. Il sistema tuttavia presentava forti rischi come fu evidenziato dai tre gravi incidenti a bombardieri B-52 a Goldsboro nel 1961, a Palomares, in Spagna, nel 1966 e a Thule nel gennaio 1968, che causarono la perdita di parte del carico bellico nucleare con limitata contaminazione radioattiva e fecero temere un'esplosione atomica accidentale. Il presidente Lyndon Johnson, lo stesso giorno dell'incidente di Thule, decise finalmente la fine dell'operazione Chrome Dome e del programma dell'"Allerta in volo", che venne riattivato in segreto per un breve periodo solo durante la presidenza Nixon nel 1969.

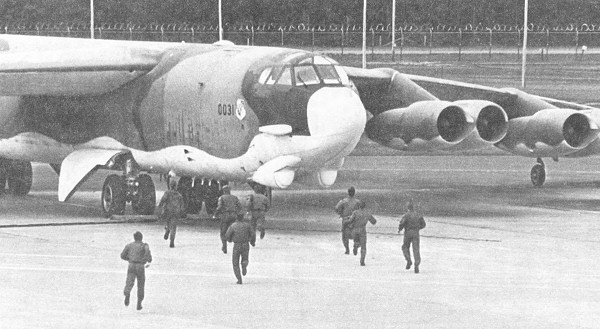
L'equipaggio di un bombardiere B-52 del SAC corre verso l'aereo per un decollo rapido (Minimum Interval Takeoff) durante un servizio di allerta a terra.

Il segretario alla difesa della presidenza Kennedy, Robert McNamara, nonostante fosse favorevole al potenziamento delle forze missilistiche e supportasse nuove strategie di guerra nucleare, accrebbe ancora il numero di bombardieri strategici in "allerta a terra"; egli decise che la metà dei B-52 in servizio fosse costantemente pronto in questa stato di pre-allarme. Nel corso degli anni le armi a disposizione dei bombardieri in allerta a terra furono gradualmente modernizzate per conservare l'efficienza deterrente del SAC e controbattere la crescente capacità delle difese aeree sovietiche. I B-52 erano stati progettati per attacchi nucleari da circa 15 000 metri di quota con le bombe da un megatone Mark 28 o con le bombe più potenti Mark 39 da quattro megatoni e Mark 53 da nove megatoni; negli anni sessanta vennero introdotti anche gli ingombranti missili con testata nucleare Hound Dog. A partire dalla fine degli anni settanta iniziò l'addestramento per penetrazioni volando nel territorio sovietico alla quota di 50-100 metri. Inoltre venne pianificato di armare i B-52 con i nuovi missili cruise per attacchi a distanza senza penetrare all'interno delle difese aeree nemiche; in attesa dell'entrata in servizio dei cruise, i B-52 in un primo tempo vennero equipaggiati con i missili nucleari a breve raggio SRAM che venivano caricati su rastrelliere con agganci multipli. Gli SRAM sarebbero stati lanciati per primi circa a 100 chilometri di distanza dal bersaglio per distruggere le postazioni di difesa aerea nemiche e favorire la penetrazione dei bombardieri per l'attacco con bombe nucleari Mark 28. Nel Ground alert, i bombardieri B-52 armati di bombe nucleari Mark 28 costituivano il pilastro del SAC e un elemento essenziale dell'arsenale strategico americano anche negli anni settanta e negli anni ottanta nonostante lo sviluppo e l'entrata in servizio di moderni missili balistici basati in silos come il Minuteman e il Titan, o lanciabili da sottomarini nucleari come il Polaris e il Poseidon.

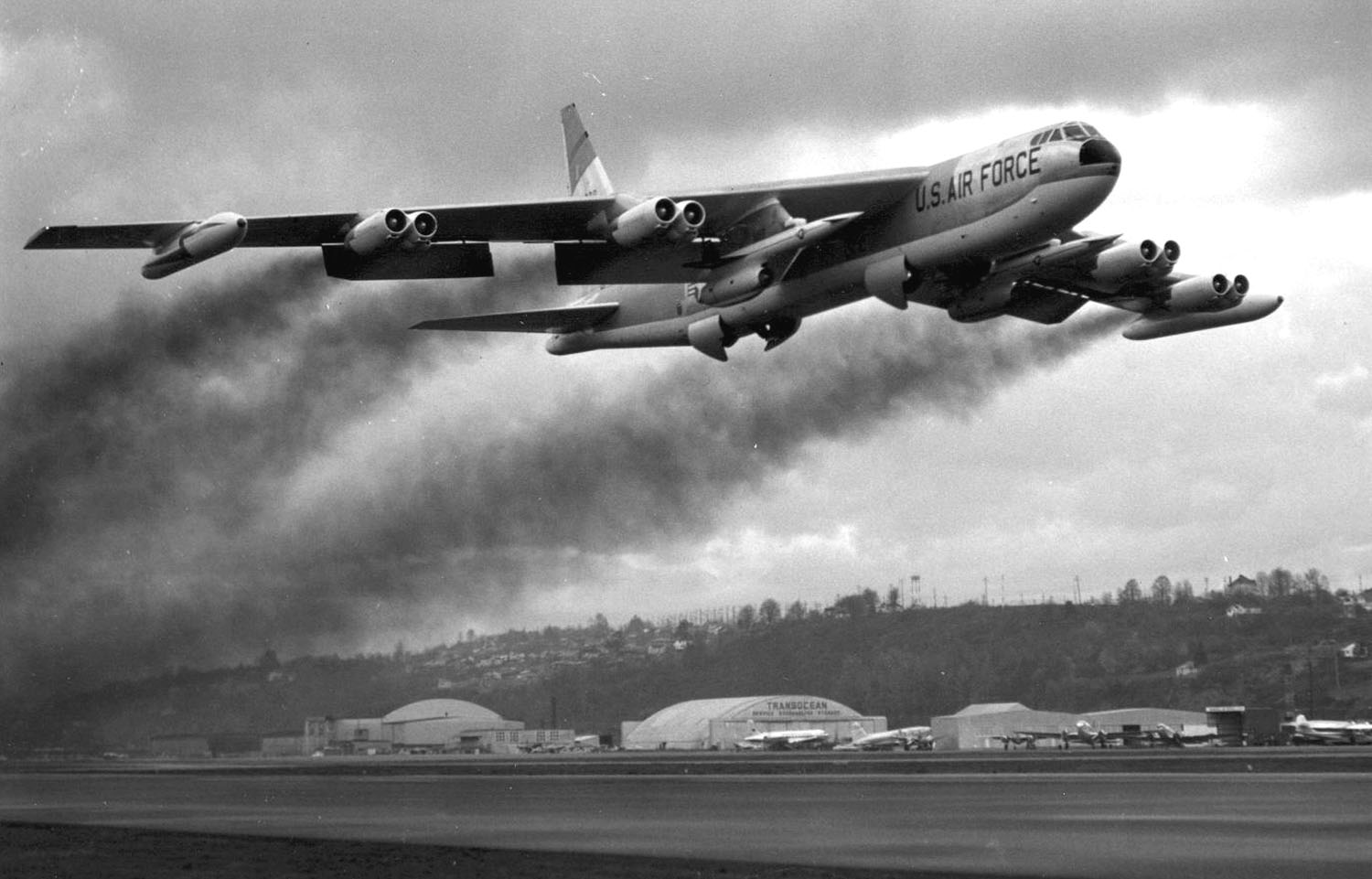
Un B-52 al decollo armato con missili nucleari AGM-28 Hund Dog.

Nel corso degli anni i dirigenti delle organizzazioni dell'energia e dei laboratori di ricerca presentarono programmi per incrementare la sicurezza di queste armi che erano quotidianamente impiegate per le missioni di allerta del SAC, ma l'opposizione dei capi militari ritardò molto l'introduzione di nuovi dispositivi di salvataggio. Fino praticamente alla fine della Guerra fredda i bombardieri dello Strategic Air Command eseguirono le missioni di "Allerta a terra" e i voli di addestramento con armi nucleari, armati di bombe e missili non completamente sicure; ancora nel 1990 il ministero della difesa respinse le critiche e affermò che i missili SRAM "non costituivano una minaccia alla sicurezza".

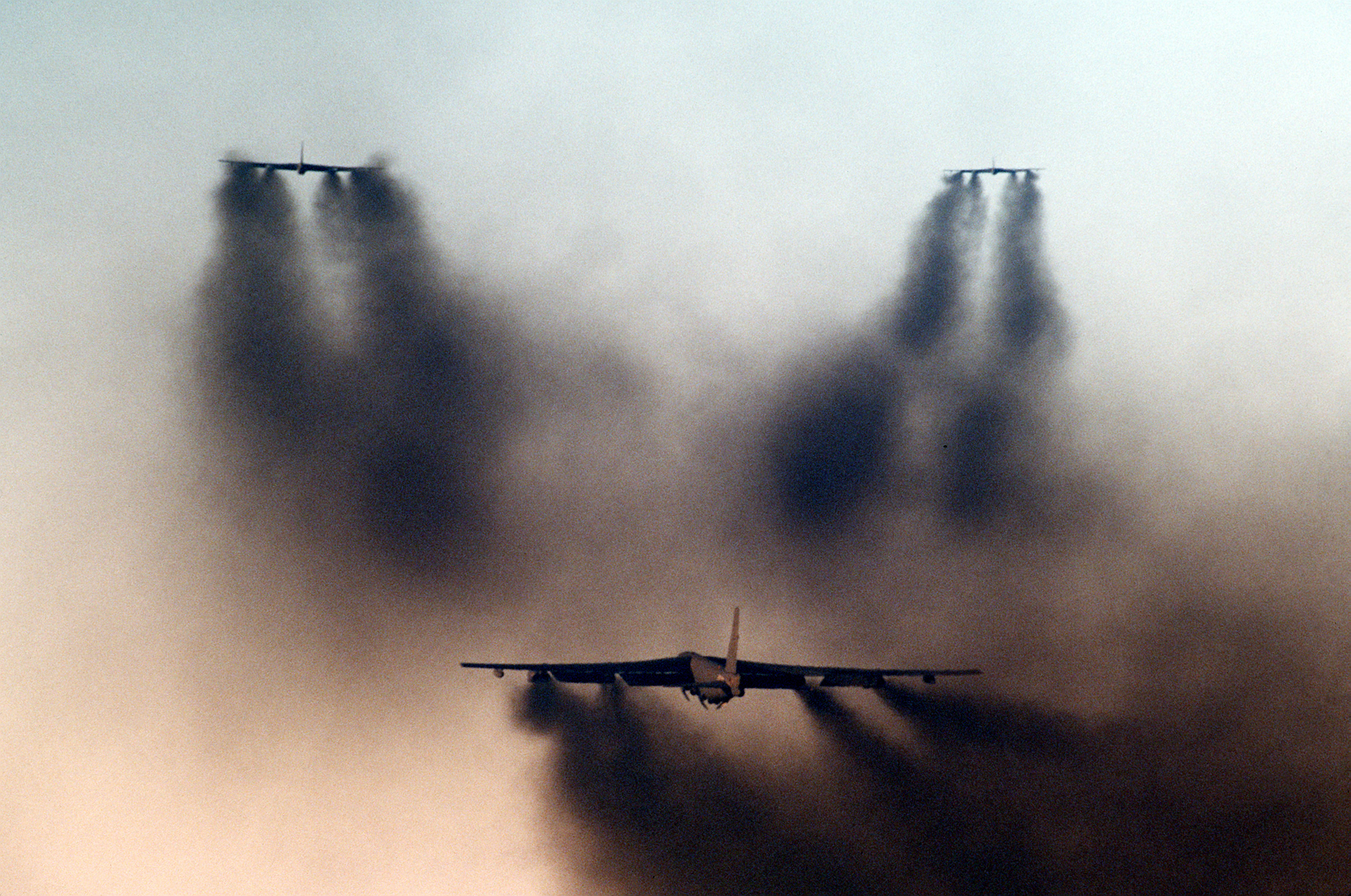
Il decollo su allarme di tre B-52 g nel 1986 dalla base aerea di Barksdale.

Nel corso degli anni le operazioni di "Allerta a terra" furono funestate da una serie di gravi incidenti che tuttavia non comportarono esplosioni disastrose di ordigni nucleari o perdite radioattive importanti. Il 15 settembre 1980 un B-52, armato con otto SRAM e quattro Mark 28, si incendiò a terra nella base di Grand Forks nel Dakota del Nord e si rischiò la detonazione di una delle bombe atomiche. Negli anni precedenti altri gravi incidenti si erano verificati nel 1964 alla base di Bunker Hill, e nel 1963 a Savage Mountain dove si era schiantato un B-52 armato con bombe nucleari Mark 53.

### La fine della guerra fredda e la cessazione
Nonostante i rischi e le difficoltà tecniche, gli equipaggi dei bombardieri B-52 del SAC continuarono ad eseguire con efficienza e preparazione le missioni di "Allerta a terra" fino agli ultimi giorni della Guerra fredda. Tra il 1989 e il 1990 i regimi comunisti dell'Europa orientale si disgregarono rapidamente mentre l'Unione Sovietica appariva in grave crisi e disposta a concludere con gli Stati Uniti importanti accordi sul disarmo convenzionale e nucleare. Nel gennaio 1991 l'ultimo comandante dello Strategic Air Command, generale George Lee Butler, modificò radicalmente, su indicazione dei dirigenti dell'amministrazione Bush, il piano di guerra e l'indicazione dei bersagli in caso di conflitto termo-nucleare globale; le missioni di allerta dei B-52 tuttavia continuarono ancora per alcuni mesi. Finalmente nel settembre 1991, mentre l'Unione Sovietica stava per entrare nella fase finale della crisi che sarebbe terminata con il collasso del dicembre 1991, il comando del SAC mise termine al sistema dell'allerta a terra che per oltre tre decenni aveva costituito l'elemento caratteristico del piano di deterrenza nucleare degli Stati Uniti.

## Descrizione

### Piano operativo
Essa, che avrebbe dovuto permettere la sopravvivenza di una parte dei bombardieri per un attacco di ritorsione in caso di guerra nucleare globale iniziata da un attacco a sorpresa dell'Unione Sovietica, sottoponeva l'apparato organizzativo delle basi del SAC ad un grande impegno per assicurare il rifornimento, l'armamento e l'equipaggiamento degli aerei e prevedeva una complessa e pericolosa procedura di decollo rapido (Minimum Interval Takeoff) per garantire i tempi previsti di partenza dei B-52. La procedura implicava anche notevoli problemi di sicurezza dell'armamento nucleare mantenuto costantemente attivo e funzionante.
Il sistema dell'"Allerta a terra" prevedeva che gli equipaggi assegnati ai bombardieri pronti su allarme nelle piste sostassero per turni di 24 ore in un edificio, isolato dal resto delle strutture della base, protetto da reticolati, sensori di movimento e soldati armati dell'USAF per salvaguardia contro eventuali sabotaggi o attacchi terrestri da parte di infiltrati. Gli equipaggi rimanevano confinati in queste strutture e trascorrevano il tempo leggendo, guardando la televisione o dormendo; in qualsiasi momento peraltro poteva suonare la sirena di allarme che avrebbe segnalato la necessità di entrare in azione. Originariamente il generale LeMay aveva imposto che gli allarmi di addestramento fossero frequenti e assolutamente imprevedibili per mantenere al massimo livello la prontezza operativa ma negli anni settanta la procedura era divenuta meno realistica: gli allarmi si verificavano con cadenza settimanale ed erano preceduti da segnali come l'arrivo alla base del comandante dello stormo e la comparsa di alcune autopompe, che permettevano agli equipaggi di prevedere in anticipo l'evento.
Subito dopo l'inizio dell'allarme indicato dal suono delle sirene, gli equipaggi in allerta a terra si precipitavano con la massima rapidità verso i loro aerei che erano già pronti sulle piste, riforniti e armati con bombe nucleari attive. Saliti a bordo, gli uomini di equipaggio dovevano preliminarmente decodificare il messaggio cifrato del quartier generale del SAC. Gli ordini di missione dell'allerta a terra potevano consistere in semplici manovre di accensione dei motori e rullaggio fino al termine della pista seguito dal ritorno alla posizione di partenza. In altri casi era previsto il decollo su allarme; gli equipaggi dei B-52 dovevano decollare entro 10-15 minuti al massimo, che era ritenuto il tempo disponibile prima dell'arrivo dei missili balistici sovietici in caso di first strike nucleare nemico counterforce, mirato sulle basi del SAC. In questi casi la procedura iniziale consisteva nell'accensione rapida degli otto motori dei B-52; il copilota faceva detonare quattro cariche esplosive nelle gondole dei motori per avviare le turbine; i reattori, grazie a questa pericolosa tecnica, la cosiddetta "partenza a cartucce", si accendevano in circa un minuto. L'accensione dei motori era seguita dalla cosiddetta "fuga dalla base", il decollo rapido dei B-52 (Minimum Interval Takeoff) in mezzo alle nuvole di fumo provocate dalle esplosioni delle cariche e dall'avvio dei reattori.

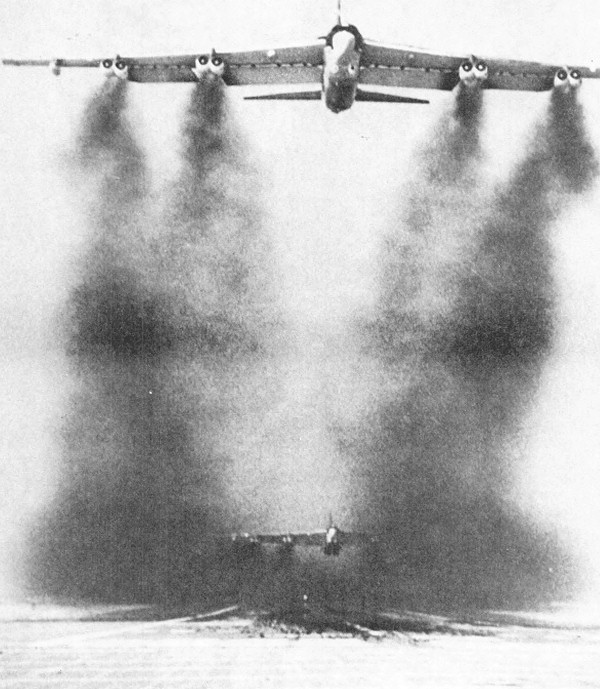
Due bombardieri B-52 in decollo rapido dopo un allarme a terra.

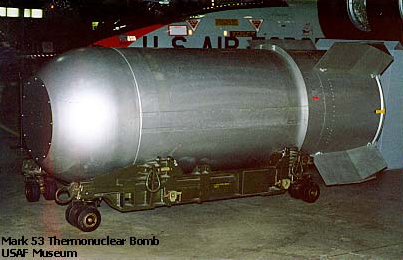
Una bomba termonucleare Mark 53 da nove megatoni, l'arma più potente in dotazione ai B-52.

In caso di guerra mondiale reale, i B-52 in "allerta a terra" dopo il decollo in 15 minuti, avrebbero proseguito verso i bersagli previsti dal SIOP; il viaggio sarebbe durato circa otto-dieci ore, ma prima di raggiungere gli obiettivi, presumibilmente l'Unione Sovietica sarebbe stata già colpita da molte ore dai missili balistici partiti dai silos e dai sottomarini nucleari. I bombardieri quindi sarebbero giunti in un territorio già devastato, in una situazione di massima confusione, con le difese aeree sovietiche superstiti in azione e con enormi funghi atomici nel cielo. Dopo aver sganciato le bombe Mark 28 o i missili SRAM sui bersagli previsti, i B-52 sopravvissuti avrebbero dovuto fare ritorno, dopo essersi riforniti di carburante su basi predisposte in Europa o Medio Oriente, che peraltro gli aerei del SAC avrebbero potuto trovare già colpite e distrutte dopo tante ore di guerra atomica. Negli anni settanta non si escludeva che in realtà le possibilità di sopravvivenza dei B-52 e dei loro equipaggi non fossero molto alte; anche alti funzionari del governo americano parlavano di "missioni di sola andata".

### I rischi
Le procedure dell'"Allerta a terra" presentavano notevoli rischi e richiedevano un ottimo di grado di addestramento e preparazione degli equipaggi e dei tecnici del personale della base. Sussistevano gravi problemi legati alla sicurezza dei bombardieri e soprattutto delle armi nucleari caricate a bordo. In particolare venne rilevato che alcuni particolari costruttivi delle bombe Mark 28 avrebbero potuto provocare un corto circuito con possibile innesco accidentale dell'ordigno nucleare, mentre i missili SRAM presentavano gravi pericoli di incendio a causa dell'invecchiamento del propellente e della eccessiva suscettibilità degli esplosivi al fuoco.